# MGM Resorts International
MGM Resorts International, tidigare Grand Name Co., MGM Grand Inc. och MGM Mirage Inc., är ett amerikanskt företag inom gästgiveri och hasardspel. De har verksamheter i Kina, Macao och USA, där den främst har det i den amerikanska delstaten Nevada. MGM Resorts var 2019 världens näst största kasinoföretag efter omsättning.
Företaget har sitt huvudkontor i kasinot Bellagio.

## Historik
Företaget har sitt ursprung från 1969 när affärsmannen Kirk Kerkorian köpte en majoritetsaktiepost i filmstudion Metro-Goldwyn-Mayer (MGM) och för att klara av att hantera sina skulder så var han tvungen att sälja en del av sitt kasinoföretag International Leisure till hotelloperatören Hilton Hotels. Hans kasino Las Vegas Hilton blev oerhört framgångsrik, då ansåg Kerkorian att MGM skulle in i branschen för hasardspel och byggde två till kasinon i MGM Grand Hotel and Casino i Las Vegas 1973 och MGM Grand Reno i Reno 1978. 1979 stod kasinonen för merparten av filmstudions omsättning och man valde att knoppa av filmstudion i ett nytt företag medan originalföretaget behöll kasinonen, Kerkorian ägde 47% i de båda företagen. Det företag som hade kasinonen fick ett nytt namn i MGM Grand Hotels Inc. 1985 ville Kerkorian sälja av kasinonen för att koncentrera sig på filmstudion United Artists och utveckla nya företag under varumärket MGM Grand. I april 1986 köpte Bally Manufacturing de två kasinonen för $594 miljoner samt att de lät Kerkorian använda sig av namnet MGM Grand mot att få en aktiepost i varje företag som fick MGM Grand som en del av sitt företagsnamn.
Kerkorian och hans holdingbolag grundade dagens MGM Resorts 1986 som Grand Name Co., bara ett år senare fick den namnet MGM Grand Inc. Mellan februari och maj 2000 var MGM Grand och den konkurrerande kasinooperatören Mirage Resorts, som ägde bland annat kasinonen Bellagio, The Mirage, Treasure Island och 50% av Monte Carlo, under förhandling om en fusion. Affären slutfördes i maj 2000 till en kostnad på $4,4 miljarder och ytterligare $2 miljarder skulle användas för att betala av skulder. I augusti bytte man namn till MGM Mirage Inc. I juni 2004 meddelade MGM att man hade lagt bud värt $7,65 miljarder på en annan konkurrent Mandalay Resort Group, som ägde bland annat kasinonen Excalibur, Luxor, Mandalay Bay och de övriga 50% av Monte Carlo, ett bud som avvisades. Mandalays största oro med budet var en klausul som lät MGM dra sig ur kostnadsfritt om den amerikanska konkurrensmyndigheten sa nej. 2005 kom MGM med ett nytt bud värt $7,9 miljarder och som accepterades av Mandalay. Den 15 juni 2010 fick företaget det nuvarande namnet. Den 23 oktober 2015 meddelade MGM att man skulle grunda en real estate investment trust (REIT) med namnet MGM Growth Properties och som skulle äga tolv av sina egendomar.

## Tillgångar
Uppdaterad: 31 december 2020

### Nuvarande
MGM är operatör på samtliga egendomar även de som ägs av MGM Growth Properties (MGP), de egendomar som inte har (MGP) vid namnet ägs av MGM helt eller delvis. Bellagio är dock ägd av Blackstone Real Estate Income Trust till 95% medan resten ägs av MGM och därför är Bellagio märkt med (BREIT).

#### Hotell och kasinon
|  | Namn                                     | Ort                         | Invigd | Antal hotellrum | Spelyta (m2) |
|  | ---------------------------------------- | --------------------------- | ------ | --------------- | ------------ |
|  | Aria Resort & Casino (50%)               | Paradise, Nevada            | 2009   | 4 004           | 12 914       |
|  | Beau Rivage Resort & Casino (MGP)        | Biloxi, Mississippi         | 1999   | 1 740           | 8 083        |
|  | Bellagio Las Vegas (BREIT)               | Paradise, Nevada            | 1998   | 3 933           | 14 400       |
|  | Bellagio Shanghai Hotel (49%)            | Shanghai, Kina              | 2017   | 162             | —            |
|  | Borgata Hotel Casino & Spa (MGP)         | Atlantic City, New Jersey   | 2003   | 2 767           | 14 864       |
|  | Delano Las Vegas (MGP)                   | Paradise, Nevada            | 2003   | 1 117           | —            |
|  | Diaoyutai Boutique Hotel Chengdu (49%)   | Chengdu, Kina               | 2013   | 45              | —            |
|  | Diaoyutai Hotel Hangzhou (49%)           | Hangzhou, Kina              | 2016   | 162             | —            |
|  | Empire City Casino (MGP)                 | Yonkers, New York           |        | —               | 12 728       |
|  | Excalibur Hotel and Casino (MGP)         | Paradise, Nevada            | 1990   | 3 981           | 8 733        |
|  | Four Seasons Hotel Las Vegas             | Paradise, Nevada            |        | 424             | —            |
|  | Gold Strike Casino and Resort (MGP)      | Tunica Resorts, Mississippi | 1994   | 1 133           | 4 459        |
|  | Luxor Las Vegas (MGP)                    | Paradise, Nevada            | 1993   | 4 397           | 9 383        |
|  | Mandalay Bay (MGP)                       | Paradise, Nevada            | 1999   | 3 209           | 14 121       |
|  | MGM Cotai (55,95%)                       | Cotai, Macau, Kina          | 2018   | 1 390           | 27 685       |
|  | MGM Grand Detroit (MGP; ~97%)            | Detroit, Michigan           | 1999   | 400             | 14 028       |
|  | MGM Grand Las Vegas                      | Paradise, Nevada            | 1993   | 6 071           | 15 701       |
|  | MGM Grand Sanya (49%)                    | Sanya, Kina                 | 2012   | 675             | —            |
|  | MGM Macau (55,95%)                       | Sé, Macau, Kina             | 2007   | 582             | 28 521       |
|  | MGM National Harbor (MGP)                | Oxon Hill, Maryland         | 2016   | 308             | 13 564       |
|  | MGM Northfield Park (MGP)                | Northfield, Ohio            |        | —               | 8 547        |
|  | MGM Springfield                          | Springfield, Massachusetts  | 2018   | 240             | 11 706       |
|  | The Mirage (MGP)                         | Paradise, Nevada            | 1989   | 3 044           | 8 733        |
|  | New York-New York Hotel and Casino (MGP) | Paradise, Nevada            | 1997   | 2 024           | 7 525        |
|  | Nomad Las Vegas                          | Paradise, Nevada            |        | 293             | —            |
|  | Park MGM (MGP)                           | Paradise, Nevada            | 1996   | 2 605           | 6 132        |
|  | The Signature at MGM Grand (50%)         | Paradise, Nevada            | 2007   | 1 078           | —            |
|  | Vdara (50%)                              | Paradise, Nevada            | 2009   | 1 495           | —            |
|  | The Water Club (MGP)                     | Atlantic City, New Jersey   | 2008   | 800             | —            |
|  |                                          |                             |        | 48 079          | 241 827      |

#### Övrigt
|  | Namn                                      | Ort                     | Invigd | Typ                 |
|  | ----------------------------------------- | ----------------------- | ------ | ------------------- |
|  | Citycenter (50%)                          | Paradise, Nevada        | 2009   | Byggnadskomplex     |
|  | Dragon Ridge Country Club                 | Henderson, Nevada       | 2000   | Golfbana            |
|  | Fallen Oak Golf Course                    | Saucier, Mississippi    | 2006   | Golfbana            |
|  | Las Vegas Festival Grounds                | Winchester, Nevada      | 2015   | Festivalområde      |
|  | Mandalay Bay Convention Center (MGP)      | Paradise, Nevada        | 2003   | Konferensanläggning |
|  | Mandalay Bay Events Center (MGP)          | Paradise, Nevada        | 1999   | Inomhusarena        |
|  | MGM Grand Garden Arena                    | Paradise, Nevada        | 1993   | Inomhusarena        |
|  | MGM Resorts International Aviation        | Paradise, Nevada        |        | Flygbolag           |
|  | Park Theater (MGP)                        | Paradise, Nevada        | 2016   | Amfiteater          |
|  | Primm Valley Golf Club                    | Primm, Nevada           | 1997   | Golfbana            |
|  | Reflection Bay Golf Course                | Henderson, Nevada       | 1998   | Golfbana            |
|  | Shadow Creek Golf Course                  | North Las Vegas, Nevada | 1989   | Golfbana            |
|  | Shark Reef Aquarium at Mandalay Bay (MGP) | Paradise, Nevada        | 2000   | Djurpark            |
|  | T-Mobile Arena (42,5%)                    | Paradise, Nevada        | 2016   | Inomhusarena        |

### Före detta

#### Hotell och kasinon
|  | Namn                                | Ort                     | Ägande    |
|  | ----------------------------------- | ----------------------- | --------- |
|  | Boardwalk Hotel and Casino          | Paradise, Nevada        | 2000–2006 |
|  | Circus Circus Las Vegas             | Winchester, Nevada      | 2005–2019 |
|  | Circus Circus Reno                  | Reno, Nevada            | 2005–2015 |
|  | Colorado Belle                      | Laughlin, Nevada        | 2005–2007 |
|  | Desert Inn                          | Paradise, Nevada        | 1988–1993 |
|  | Edgewater Hotel and Casino          | Laughlin, Nevada        | 2005–2007 |
|  | Gold Strike Hotel and Gambling Hall | Jean, Nevada            | 2005–2015 |
|  | Golden Nugget Las Vegas             | Las Vegas, Nevada       | 2000–2005 |
|  | Golden Nugget Laughlin              | Laughlin, Nevada        | 2000–2004 |
|  | Grand Victoria Casino Elgin         | Elgin, Illinois         | 2005–2018 |
|  | Mandarin Oriental, Las Vegas        | Paradise, Nevada        |           |
|  | MGM Grand Adventures Theme Park     | Paradise, Nevada        | 1993–2002 |
|  | MGM Grand Air                       | El Segundo, Kalifornien | 1987–1995 |
|  | MGM Grand Darwin                    | Darwin, Australien      | 1995–2004 |
|  | MGM Grand at Foxwoods (50%)         | Ledyard, Connecticut    | 2006–2013 |
|  | MGM Grand Ho Tram (50%)             | Xuyên Mộc, Vietnam      | 2008–2013 |
|  | Nevada Landing Hotel and Casino     | Jean, Nevada            | 2004–2007 |
|  | Primadonna Casino Resorts           | Primm, Nevada           | 1999–2007 |
|  | Railroad Pass Hotel & Casino        | Henderson, Nevada       | 2005–2015 |
|  | Sands Hotel and Casino              | Paradise, Nevada        | 1988–1989 |
|  | The Shops at Crystals (50%)         | Paradise, Nevada        | 2009–2016 |
|  | Silver Legacy Resort & Casino       | Reno, Nevada            | 2005–2015 |
|  | Slots-A-Fun Casino                  | Winchester, Nevada      | 2005–2019 |
|  | Treasure Island Hotel and Casino    | Paradise, Nevada        | 1993–2009 |

#### Övriga
|  | Namn           | Ort                | Typ              | Ägande    |
|  | -------------- | ------------------ | ---------------- | --------- |
|  | Adventuredome  | Winchester, Nevada | Nöjespark        | 2005–2015 |
|  | Las Vegas Aces | Paradise, Nevada   | Basketlag (WNBA) | 2017–2021 |